# Campaña de los Seis Días
La Campaña de los Seis Días fue una serie de batallas críticas libradas durante la guerra de la Sexta Coalición en la defensa final de Francia por Napoleón Bonaparte durante el avance aliado sobre París a inicios de 1814. En estas batallas se enfrentaron los mermados restos de la Grande Armée, con únicamente 70 000 hombres, contra al menos medio millón de soldados de los ejércitos aliados comandados por los mariscales Von Blücher y el Príncipe Karl de Schwarzenberg, entre otros.

## Contexto histórico
'La Campaña de los Seis Días' se extendió desde el 10 de febrero al 16 de febrero, tiempo durante el cual las tropas francesas consiguieron infligir severas derrotas al ejército de Blücher en Champaubert, Montmirail, Château-Thierry y Vauchamps, en las regiones del norte de Francia. 
Napoleón Bonaparte se encargó de dirigir personalmente a las tropas francesas en esta campaña, causando casi 17,700 bajas a los 56.000 hombres que componían las fuerzas ruso-prusianas al mando del general Gebhard von Blücher. Para ello, Bonaparte contaba con solo 30.000 soldados bajo su mando efectivo, y sufrió apenas unas 3400 bajas, por lo cual esta campaña se considera como la mejor demostración táctica del talento militar de Napoleón a lo largo de todas las guerras napoleónicas.
Pese a la brillantez de estas victorias francesas, y la gran habilidad táctica exhibida por Napoleón en esta campaña (por las bajas causadas al enemigo, las escasas bajas sufridas, y la breve duración de la lucha), estos triunfos resultaron inútiles para detener la ofensiva aliada. La Francia napoleónica ya había perdido gran cantidad de soldados en las campañas de 1812 y 1813, mientras que los recursos económicos franceses se hallaban entonces muy mermados para continuar la lucha de manera eficaz. 
De hecho a inicios de 1814 los ejércitos prusianos, austriacos, y rusos al mando del príncipe Schwarzenberg amenazaban ya los alrededores de la propia París, mientras que la capacidad francesa de suministrar tropas y armamento al ejército napoleónico estaba casi agotada tras años de guerra incesante, por lo cual la derrota final de Francia resultaba ya inevitable.

## Batallas de la Campaña
- Batalla de Champaubert (10 de febrero de 1814) - 4000 bajas rusas, general ruso Olsufiev es apresado por los franceses. En contraste, las tropas francesas sufren 200 bajas en total.[4]

- Batalla de Montmirail (11 de febrero de 1814) – 4000 bajas ruso-prusianas, frente a 2000 bajas francesas.

- Batalla de Château-Thierry (12 de febrero de 1814) – 1250 bajas prusianas, 1500 bajas rusas, 9 cañones rusos capturados, frente a unas 600 bajas francesas.

- Batalla de Vauchamps (14 de febrero de 1814) – 7000 bajas prusianas, y 16 cañones prusianos capturados, ante 600 bajas francesas.